# Дракон и Джордж
«Дракон и Джордж» (англ. The Dragon and the George) — первая книга цикла Гордона Диксона «Рыцарь-дракон» (англ. The Dragon Knight).
По мотивам романа в 1982 году был снят анимационный фильм Полёт драконов.

## Сюжет
Книга повествует о молодом академике Джиме Эккерте, который переносится в параллельный магический мир. Он обнаруживает себя в теле дракона Горбаша и вынужден мириться с драконьим взглядом на мир.
Джим отправляется в волшебный мир, чтобы спасти свою невесту Энджи, которая попала в руки тёмных сил. Для этого Джиму приходится сразиться с бандой «джорджей» (людей) и драконом Брайагхом. Тёмные силы планируют нападение на Англию (и возможно остальной мир). Джим понимает, что события в волшебном мире влияют на события в настоящем мире. В конце романа Джим принимает человеческое обличье и должен решать, в каком из миров он хочет остаться.

## Место действия
Действие книги происходит в вымышленном смутном времени в Англии, связи с реальной географией или историей почти отсутствуют. В последующих книгах появляются некоторые места из реальной географии и люди реальной истории, хотя и в измененной, фантастической форме.